# Euxoa texana
Euxoa texana är en fjärilsart som beskrevs av Smith 1890. Euxoa texana ingår i släktet Euxoa och familjen nattflyn. Inga underarter finns listade i Catalogue of Life.